# Глейзер, Раймундо
Раймундо Глейзер или Глейсер (исп. Raymundo Gleyzer, родился 25 сентября 1941 года в Буэнос-Айресе, пропал без вести 27 мая 1976 года) — аргентинский политический кинорежиссёр

-документалист. Был похищен как противник тогдашней военной диктатуры, и, скорее всего, был убит.

## Биография

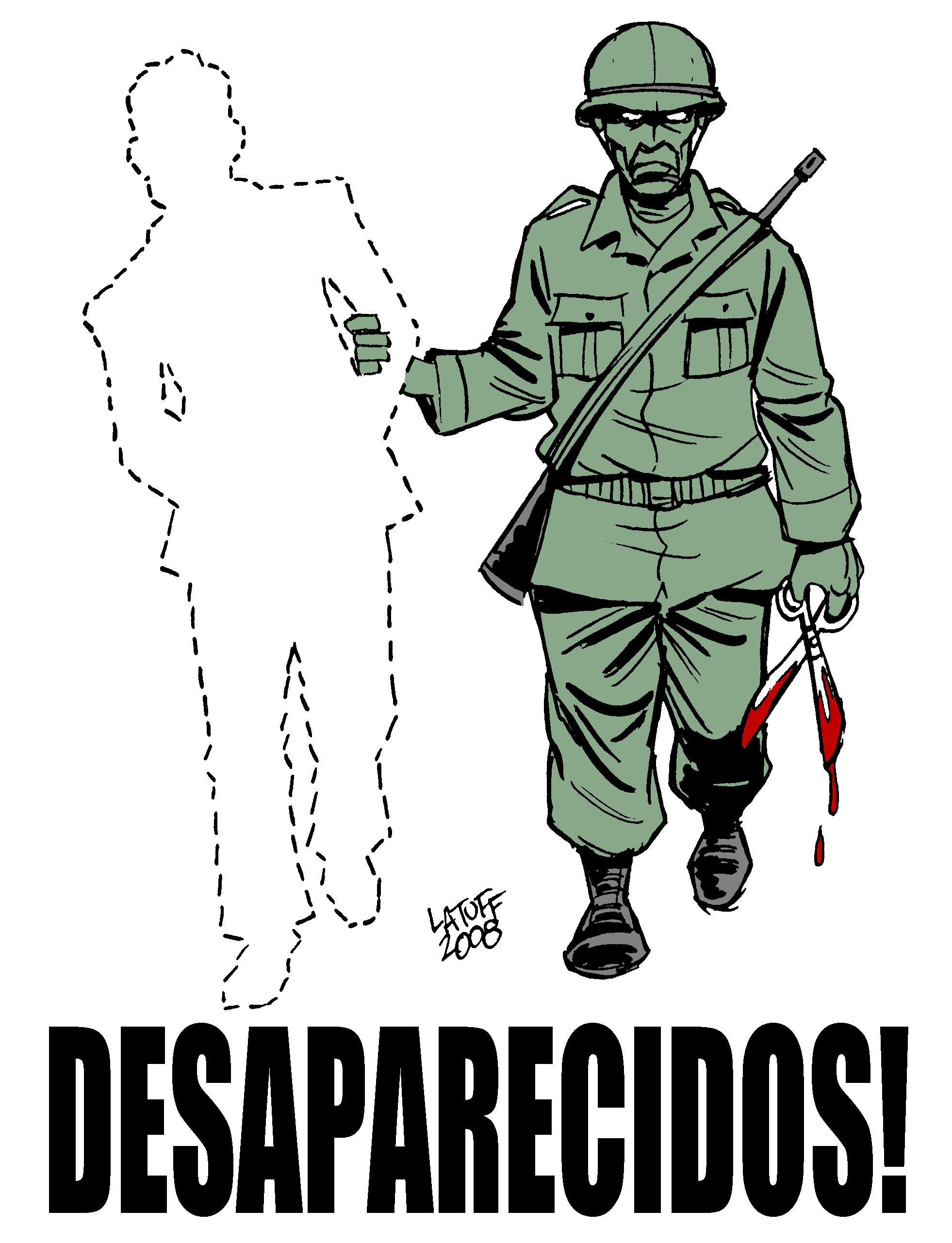
Иллюстрация бразильского художника Карлоса Латуфа как «дань памяти пропавшему режиссёру-документалисту Раймундо Глейзеру и всем исчезнувшим жертвам правых диктатур в Южной Америке, поддерживаемых США»

Родился в еврейской семье иммигрантов из бывшей Российской империи, родители — Хакобо (Яков) Глейзер и Сара Айхен (урождённая Айхенбаум) — были выходцами с современных территорий Украины и Польши. Оба были театральными актёрами и коммунистическими активистами.
Глейзер рано увлекся политикой и кинематографией. Бывший член Коммунистической партии Аргентины, он затем перешёл в более радикальную Революционную партию трудящихся (es:Partido Revolucionario de los Trabajadores (Argentina)). Все его фильмы были посвящены темам борьбы с социальной несправедливостью.
Свой первый фильм он снял на отсталом северо-востоке Бразилии, где ему самому едва удалось выжить. В начале 1970-х он снял в Мексике фильм о так называемой «институционализированной революции» правящей партии PRI — от Мексиканской революции до «Бойни в Тлателолько». Поначалу фильм был запрещён в Аргентине, но нашёл отклик в Мексике среди студентов.
В 1973 году он стал соучредителем группы Cine de la Base, которая организовывала демонстрации и дискуссии с работниками.
Его последний важный фильм, «Предатели», представляет собой критику политического движения перонизма, игравшего тогда важную роль в Аргентине. В фильме показано, как профсоюзные чиновники вступают в сговор с предпринимателями, военными и США с тем, чтобы добиться выгод во власти и обогатиться.
27 мая 1976 года Глейзер был похищен и подвергнут пыткам аргентинскими эскадронами смерти военной хунты, которая пришла к власти за два месяца до того. Его жена Хуана Сапире с сыном Диего бежали через Перу в Нью-Йорк (США).
Бразильский карикатурист Карлос Латуфф создал мультфильм, посвященный Глейзеру и «исчезнувшим» людям Латинской Америки.

## Фильмография
- 1963: La Tierra Quema («Земля горит») — документальный
- 1965: Ceramiqueros de tras la tierra («Гончары за краем земли») — документальный
- 1966: Occurrido en Hualfin («Это случилось в деревне Уальфин») — документальный, 3 части: I: Quando Quede en Silencio El Viento («Когда ветер затихнет»), II: Greda («Глина»), III: Elinda del Valle. Части I и II — 35 мм чёрно-белые, часть III — 16 мм, цветная. Общая длительность 45 минут.
- 1966: Nuestras islas Malvinas («Наши Мальвинские острова») — документальный[5]
- 1969: документальный фильм о Кубе.
- 1971: Comunicados Swift — документальный короткометражный.
- 1971: México, revolución congelada («Мексика, замороженная революция») — документальный, 16 мм, цветной, 60 мин.
- 1972: Ni olvido ni perdón («Не забыть и не простить») — документальный
- 1973: Los traidores («Предатели»), художественный фильм о коррумпированном профсоюзном чиновнике. 16 мм, цвет. Мировая премьера 1 июля 1973 года, Международный форум молодого кино, Берлин.
- 1975: Me matan si no trabajo y si trabajo me matan («Меня убьют, если не работаю, и если работаю — тоже убьют») — документальный.